# Shibuya O-EAST

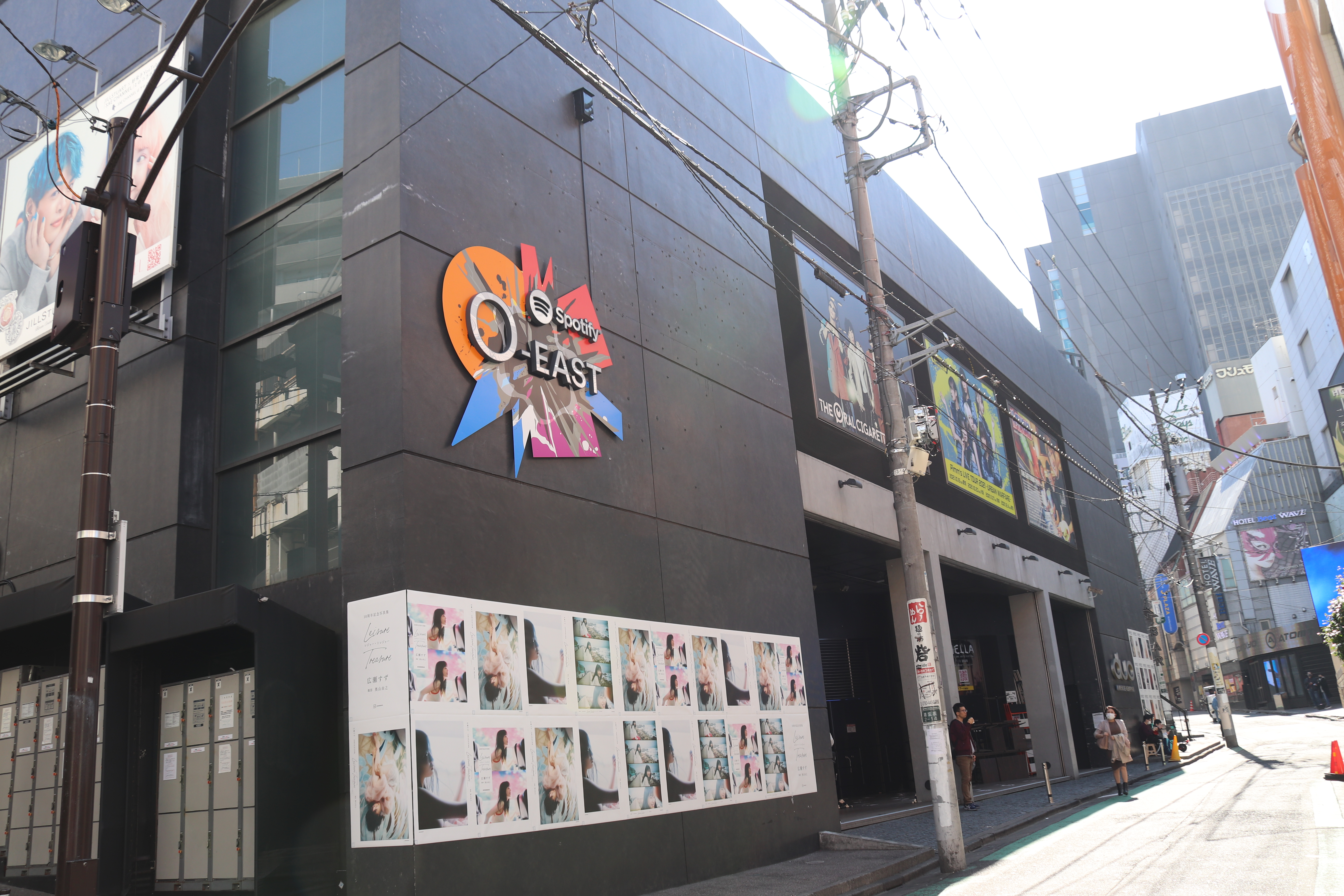
Spotify O-EAST（2022年撮影）

Shibuya O-EAST（シブヤ・オー-イースト）は、東京都渋谷区道玄坂二丁目にあるライブハウス。
シブヤテレビジョンが運営するShibuya O-Groupの中核となるライブハウスで、カルチュア・コンビニエンス・クラブがネーミングライツを取得したため、2013年12月以降の名称はTSUTAYA O-EASTとなっていたが、Spotifyの日本法人であるスポティファイジャパンが新たにネーミングライツを取得したため、2021年12月以降の名称はSpotify O-EASTとなった。

## 概要
O-EASTビル（渋谷区道玄坂2-14-8）の2階から4階に位置する。同ビル5階にはSpotify O-Crestがあり、1階にはduo MUSIC EXCHANGEがテナントとして入居している。

### Spotify O-EAST
約1,300人を収容可能。3層吹抜けに1階・バルコニー階を設け、1階部分がステージとスタンディングフロア、バルコニー階に若干の椅子席とバーがある。最前列に入れる人数は26人。1階階段奥に有料ロッカースペース有り。入場前に入れることができる。入場後には2階トイレ前と1階メインフロアーにもロッカー有り。指定箇所以外は禁煙。ドリンクカウンター3ヶ所有り。

### Spotify O-Crest
約250人を収容可能な小規模のライブハウス。ロッカーはO-Crest会場内に有り。

### duo MUSIC EXCHANGE
ジャミロクワイのジェイ・ケイがプロデュースする、食事を楽しみながら音楽を楽しめるコンサートスペース。株式会社デュオ・ミュージック・エクスチェンジが運営。シーティング構成で300席、スタンディングで約700人収容可能。

## 歴史
- 1991年2月 - ON AIRとしてオープン（収容人員約1,000人）。
- 1993年12月 - ON AIR向かいのビルにON AIR WEST（現在のSpotify O-WEST、収容人員約600人）がオープン。
- 1994年7月 - ON AIRをリニューアル工事し、同時にON AIR EASTと改名。
- 1996年3月 - nestオープン
- 2002年7月 - 建て替えのためON AIR EASTをクローズ。
- 2003年12月21日 - O-EASTビル完成。O-EAST・O-Crestオープン。
- 2008年2月、O-Crestがシブヤテレビジョンの直営店舗化。
- 2013年12月1日 - Shibuya O-EAST・Shibuya O-Crestと、隣接するShibuya O-WEST・Shibuya O-nestの命名権をカルチュア・コンビニエンス・クラブへ売却、名称をTSUTAYA O-EAST・TSUTAYA O-Crest・TSUTAYA O-WEST・TSUTAYA O-nestへ変更[1]。
- 2021年12月1日 - Shibuya O-EAST・Shibuya O-Crestと、隣接するShibuya O-WEST・Shibuya O-nestの命名権をスポティファイジャパンへ売却、名称をSpotify O-EAST・Spotify O-Crest・Spotify O-WEST・Spotify O-nestへ変更した[2]。